# Іловниця (річка)
Іловниця (пол. Iłownica) — річка в Польщі, у Бельському повіті Сілезького воєводства. Права притока Вісли, (басейн Балтійського моря).

## Опис
Довжина річки 27,88 км, найкоротша відстань між витоком і гирлом — 18,49 км, коефіцієнт звивистості річки — 1,51 , площа басейну водозбору 201,1  км². Формується притоками, багатьма безіменними струмками, загатами та частково каналізована.

## Розташування
Бере початок на північно-східних схилах пагорбу Буче. Тече переважно на північний схід через Свєнтошівку, Розтропіце, Іловницю, Брочув і на північно-західній околиці міста Чеховіце-Дзедзіце впадає у річку Віслу.

## Притоки
- Вапениця (права).

## Цікавий факт
- У селі Свентошівці річку перетинає залізниця та автошлях S52.

## Галерея

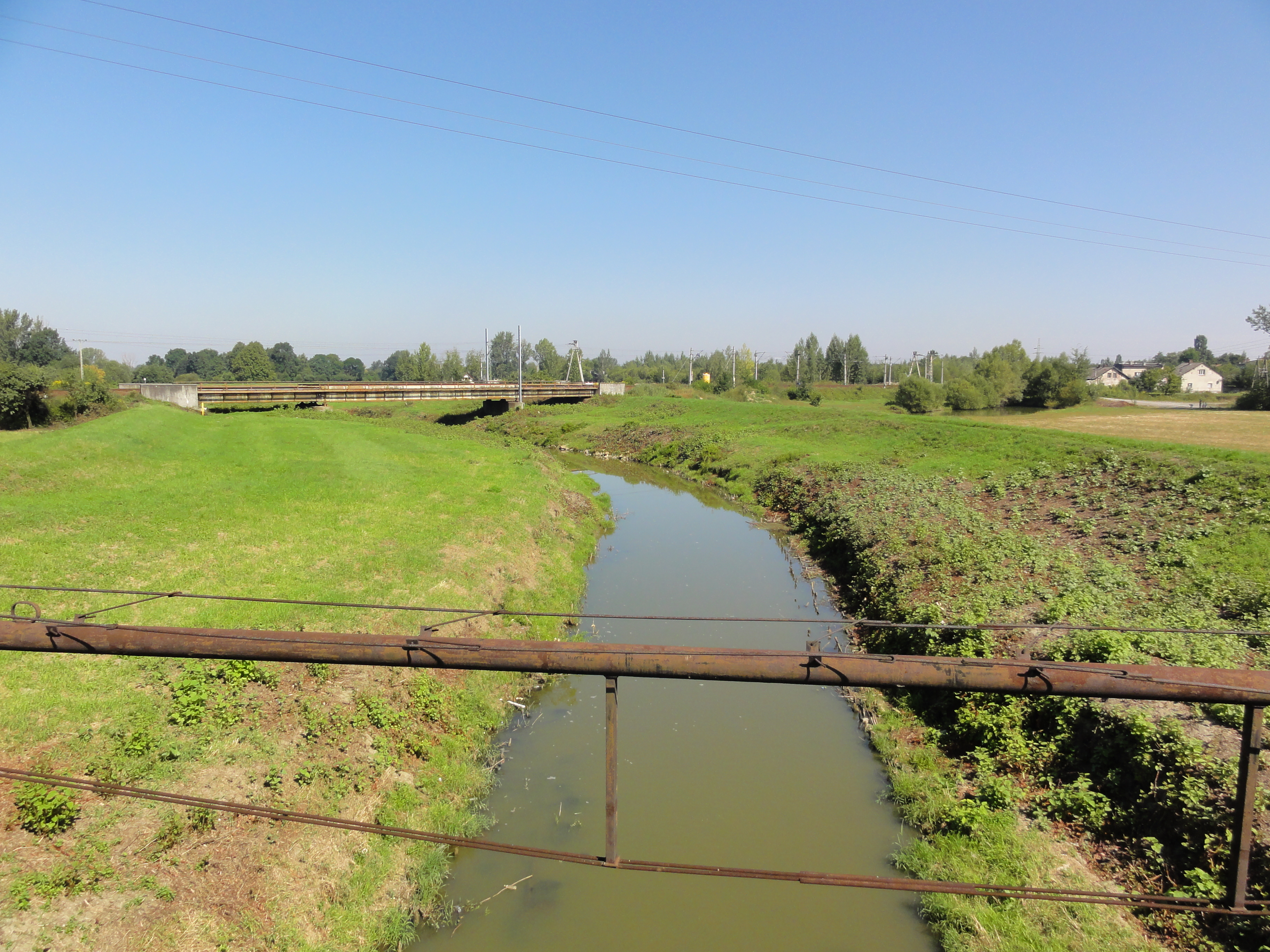
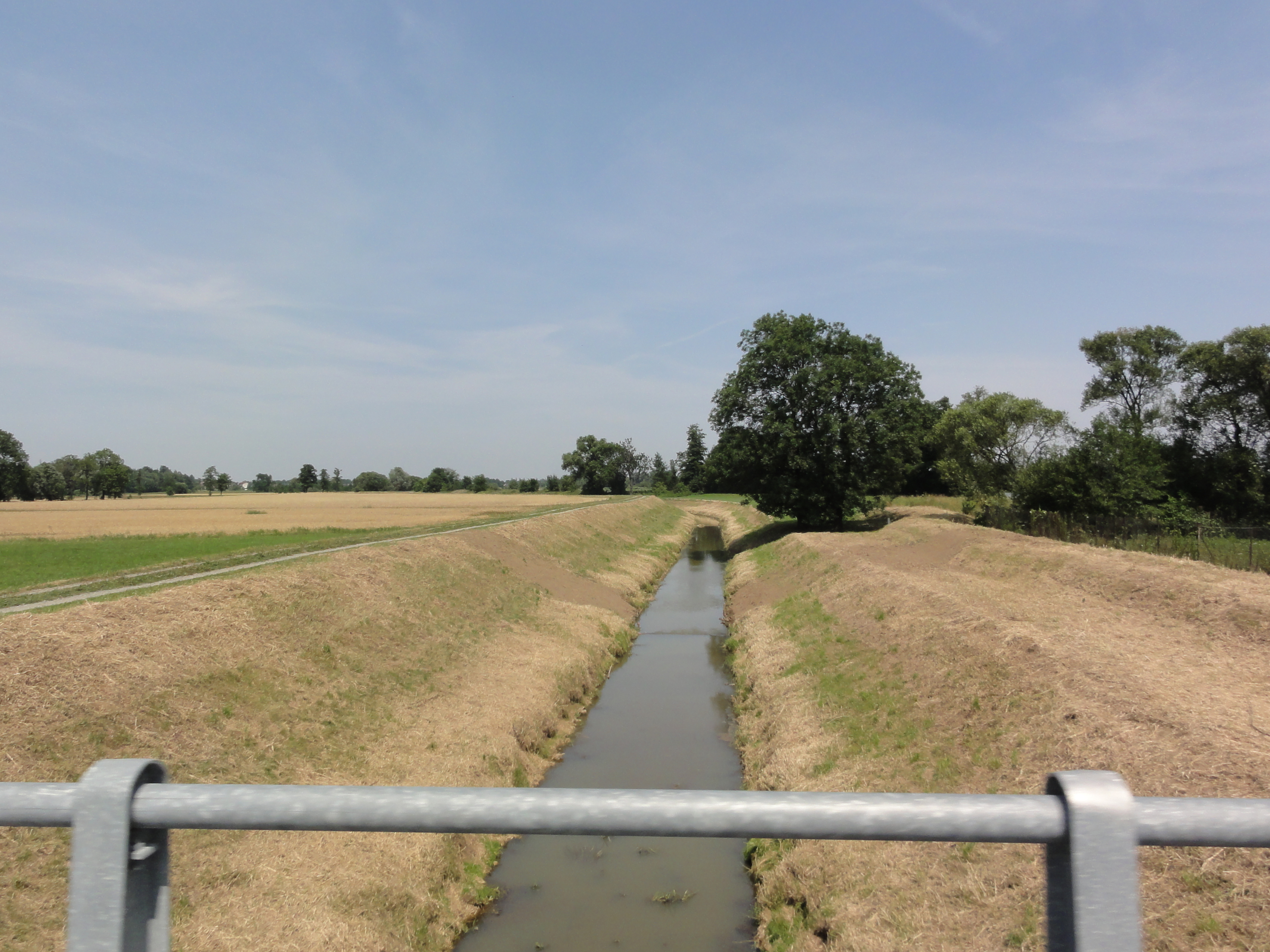